# Comuna Malîi Kobeleaciok, Novi Sanjarî
Malîi Kobeleaciok (în ucraineană Малий Кобелячок) este o comună în raionul Novi Sanjarî, regiunea Poltava, Ucraina, formată din satele Horobți, Iemțeva Dolîna, Lahnî, Malîi Kobeleaciok (reședința) și Oliinîkî.

## Demografie
Componența lingvistică a comunei Malîi Kobeleaciok
     Ucraineană (99,08%)
     Alte limbi (0,92%)
Conform recensământului din 2001, majoritatea populației comunei Malîi Kobeleaciok era vorbitoare de ucraineană (99,08%), existând în minoritate și vorbitori de alte limbi.